# سیلویو لافونتی
سیلویو لافونتی (انگلیسی: Silvio Lafuenti؛ زادهٔ ۹ اوت ۱۹۷۰) بازیکن فوتبال اهل ایتالیا است.
از باشگاه‌هایی که در آن بازی کرده‌است می‌توان به باشگاه فوتبال لیورنو و باشگاه فوتبال آلساندریا اشاره کرد.